# ’S Wonderful
«’S Wonderful» — популярная песня 1927 года, написанная Джорджем и Айрой Гершвинами. Она была представлена в бродвейском мюзикле «Забавная мордашка» (1927) Адель Астер и Алленом Кернсом.
Песня считается стандартом и была записана многими исполнителями, особенно джазовыми. В 1928 году Адель Астер, которая представила песню на сцене годом ранее, записала одну из самых ранних версий с Бернардом Клифтоном. Однако самымой успешной записью в 1928 году была у Фрэнка Крамита и The Ipana Troubadors.

## Другие записи
Другие вокальные версии включают версии Бинга Кросби (записана в 1954 году для использования в его радиошоу и впоследствии включена в бокс-сет The Bing Crosby CBS Radio Recordings (1954-56), выпущенные Mosaic Records в 2009 году), Сана Ра, Брайана Уилсона, Аниты О’Дэй, Джина Келли, Эллы Фицджеральд (для её альбома Ella Fitzgerald Sings the George and Ira Gershwin Songbook), Майкла Файнштейна, Джо Уильямса, Джона Пиццарелли, Сары Воан, Кэррин Эллисон, Дайаны Кролл в дуэте с Тони Беннеттом, Жуана Жилберту, Ширли Бэсси, Гарри Конника-младшего и Энгельберта Хампердинка.
Также было много инструментальных записей, например, Дейва Грусина, Рэя Конниффа, Ли Коница и Ленни Тристано, Сонни Ститта и Лайонела Хэмптона и Оскаром Питерсоном. Песня также звучит в оригинальных записях бродвейского состава «Nice Work If You Can Get It» и «My One and Only». Она также появляется в оригинальной бродвейской записи 2015 года «Американца в Париже» с участием Брэндона Урановица, Роберта Фэйрчайлда и Макса фон Эссена.

## Использование

### В театре
Джордж Баланчин включил мелодию песни в оркестровке Херши Кея в партитуру своего балета «Кого это волнует?» (1970).

### В кинематографе
Песня была включена в музыкальный фильм 1951 года «Американец в Париже», где её исполнили Джин Келли и Жорж Гетари, и в музыкальный фильм 1957 года «Забавная мордашка», где её исполнили Фред Астер и Одри Хепберн. Дорис Дэй исполнила эту песню в фильме «Со звёздами на борту» (1951), а Дин Мартин записал её для вступительных титров фильма 1964 года «Поцелуй меня, глупенький».
В эпизоде «Они не могут отнять это у меня, часть 1» 7-го сезона телесериала «Семейные узы» Алекс Китинг (Майкл Дж. Фокс) и Марти Броуди (Джейн Адамс) исполняют фортепианную дуэтную версию песни. Макс Густафсон (Вальтер Маттау) исполняет песню во время свидания в сцене из фильма «Старые ворчуны разбушевались» (1995). Версия Жуана Жилберту звучит в фильме 2010 года «Ешь, молись, люби».